# Ерман Бареле
?
Ерман Жозеф Бареле (фр. Hermann Barrelet; Нешател, 25. септембар 1879 — ?) је француски веслач, освајач златне медаље на Олимпијским играма у Паризу 1900. године.
На Играма 1900, Бареле је учествовао у само у дисциплини скиф. Победио је у четвртфиналу, резултатом 6:38,8, полуфиналу са 8:23,0, а у финалној трци са резултатом 7:35,6, освојио је златну медаљу. У све три трке победио је другопласиранг у коначном пласману, свог земљака Андре Годена.
Освојена златна медаља је прва и једина медаља за Француску у тој дисциплини до данас (2013. год.)
Поред овод успеха био је вишеструки првак Фраљнцуске. После завршетка веслачке каријере 1908. постао је тренер. Тренирао је неке од веслача који су остваривали успехе на међународном нивоу.